# Parafia Wszystkich Świętych w Brzezinach
Parafia Wszystkich Świętych w Brzezinach – parafia rzymskokatolicka, znajdująca się w diecezji kieleckiej, w dekanacie morawickim.